# シャヒード・アシュラーフィー・エスファハーニー空港
シャヒード・アシュラーフィー・エスファハーニー空港（(IATA: KSH, ICAO: OICC)）とは、イランのケルマーンシャーの空港である。ケルマーンシャーと周辺の地域に日々の国内便と季節ごとに運行される国際便を提供している。空港は町の東に位置し、陸軍航空隊第一基地と土地を共有している。

## 就航航空会社と就航都市
| 航空会社                 | 就航地                                                       |
| ------------------------ | ------------------------------------------------------------ |
| ATA航空                  | テヘラン/メヘラーバード                                      |
| カスピアン航空           | テヘラン/メヘラーバード、アサルーイェ、マシュハド            |
| イラン航空               | エスファハーン、テヘラン/メヘラーバード 季節運行: マディーナ |
| イランエアツアーズ       | マシュハド、テヘラン/メヘラーバード                          |
| イラン・アーセマーン航空 | シーラーズ、テヘラン/メヘラーバード、バンダレ・アッバース    |
| キーシュ航空             | キーシュ島、バンダレ・アッバース、マシュハド                 |
| ゲシュム航空             | ゲシュム島、テヘラン/メヘラーバード、マシュハド              |
| マーハーン航空           | テヘラン/メヘラーバード                                      |
| メラジュ航空             | マシュハド、テヘラン/メヘラーバード                          |
| ザグロス航空             | マシュハド、テヘラン/メヘラーバード                          |
| サウディア               | 季節運行: マディーナ                                         |